# Lijst van graven van Lalaing
Hier volgt een lijst van graven van Lalaing, genoemd naar het Frans-Henegouwse plaatsje Lallaing, die zich later ook vestigden in Écaussinnes-Lalaing.

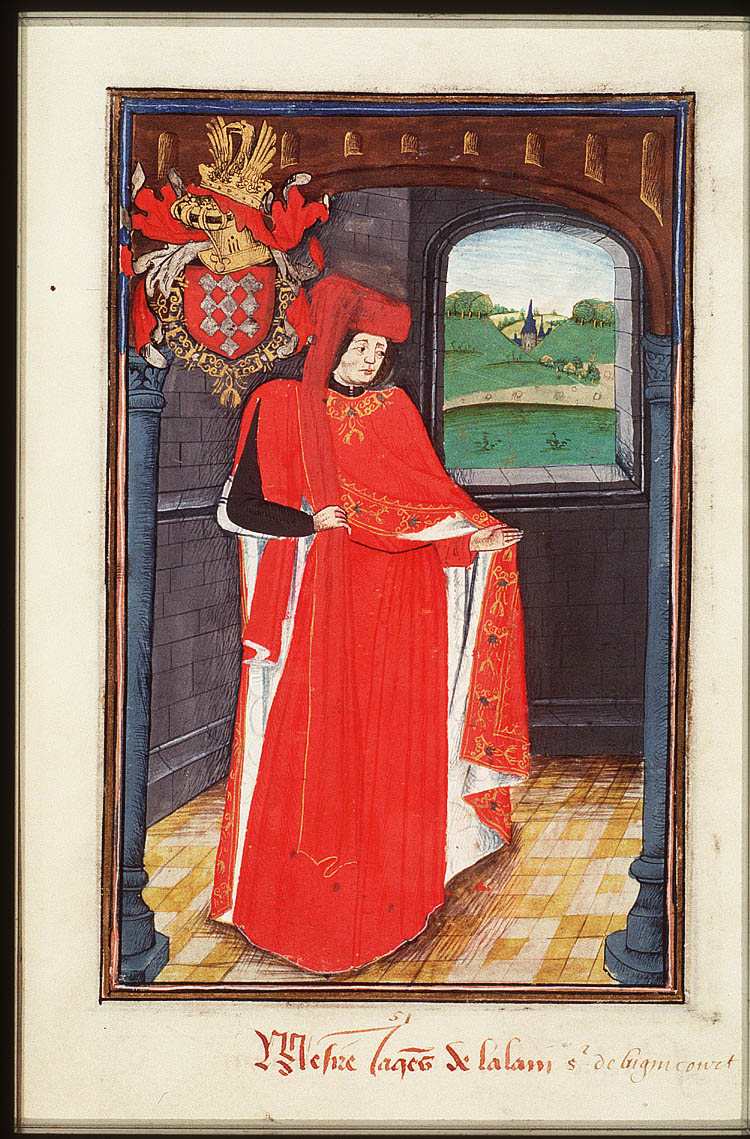
Jacques de Lalaing (1421-1453)

## Heren van Lalaing
| Heer            | Periode         | Opmerkingen                  |
| --------------- | --------------- | ---------------------------- |
| 13e eeuw - 1522 | 13e eeuw - 1522 | HUIS LALAING                 |
| Nicolaas        | 13?? - 1380     |                              |
| Johan I         | 1380 - 14??     |                              |
| Otto            | 14?? - 1441     |                              |
| Willem          | 1441 - 1475     |                              |
| Johan II        | 1475 - 14??     |                              |
| Joost           | 14?? - 1483     |                              |
| Karel I         | 1483 - 1522     | Vanaf 1522 graaf van Lalaing |

## Graven van Lalaing
| Graaf     | Periode     | Opmerkingen                 |
| --------- | ----------- | --------------------------- |
|           | 1522 - 1582 | HUIS LALAING                |
| Karel I   | 1522 - 1525 | Vóór 1522 heer van Lalaing  |
| Karel II  | 1525 - 1558 |                             |
| Filips I  | 1558 - 1582 |                             |
|           | 1582 - ?    | HUIS BERLAYMONT             |
| Florent I | 1582 - 1626 | Huwde Filips' enige dochter |